# Place de Verdun (Grenoble)
Pour les articles homonymes, voir Place de Verdun.
La place de Verdun est une place publique de la commune française de Grenoble dans le département français de l'Isère, en région Auvergne-Rhône-Alpes. 

## Situation et accès
Cette vaste place, située dans le quartier de l'hyper-centre, héberge notamment l'hôtel de préfecture de l'Isère, le bâtiment de l'ancien musée-bibliothèque de Grenoble et l'hôtel des troupes de montagne de Grenoble.

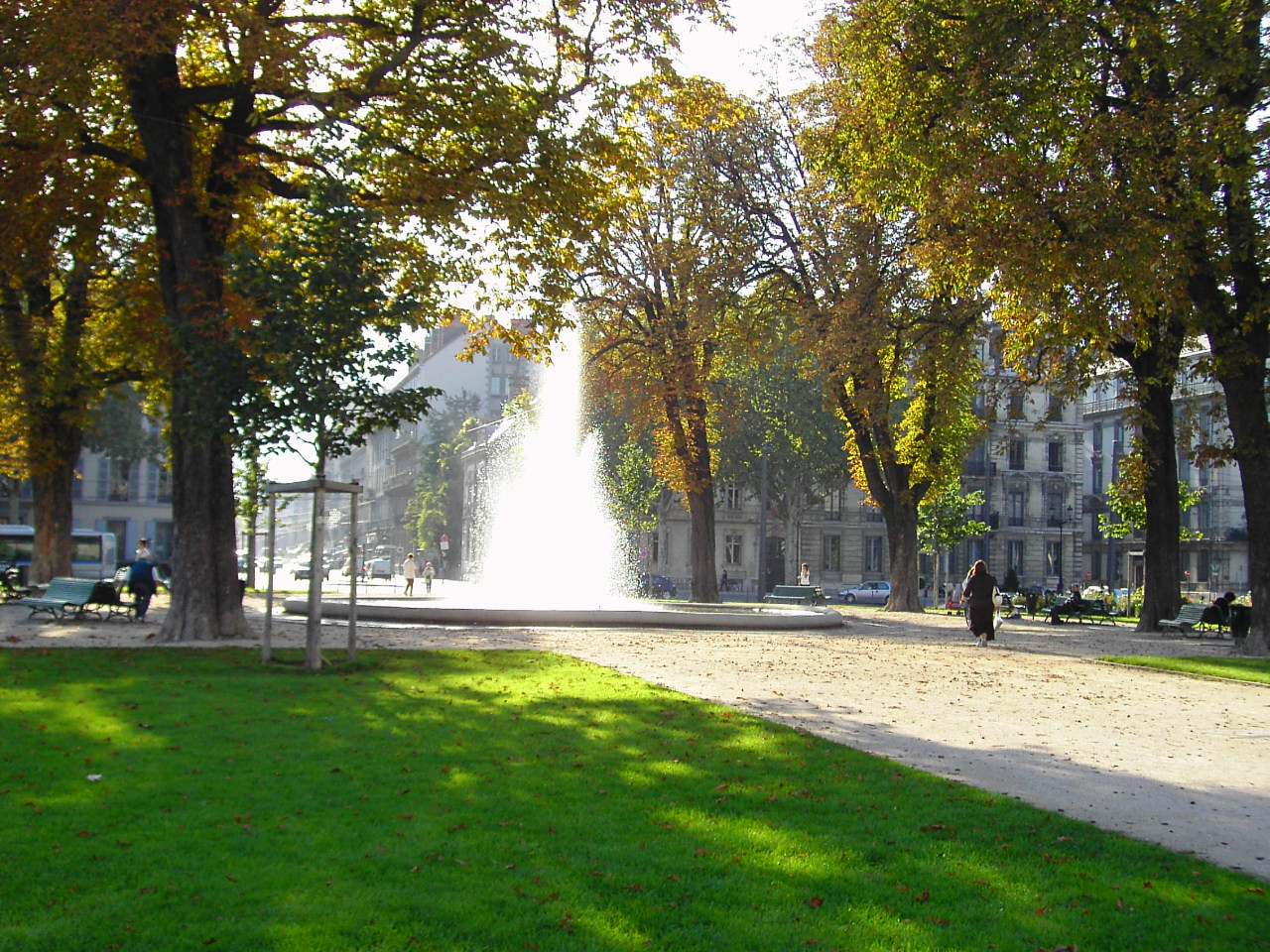
Centre de la place et la rue Lesdiguières en arrière plan

En partant du nord, et dans le sens des aiguilles d'une montre, la place de Verdun donne accès aux voies suivantes, selon les références toponymiques fournies par le site géoportail de l'Institut géographique national :
- Nord : rue Général-Marchand
- Nord-est : rue Général-Beylié / rue Cornélie-Gémond
- Est : rue Hébert
- Sud-est : rue Mably / rue Eugène-Faure
- Sud-ouest : rue Fantin-Latour / rue Beyle-Stendhal
- Ouest : rue Lesdiguières
- Nord-ouest : rue de la Liberté / rue Marcel-Benoit

La place, positionnée dans le quartier hypercentre de Grenoble, à proximité du quartier Mutualité/Exposition-Bajatière, est accessible aux passants depuis n'importe quel point de la ville.
Transports publics

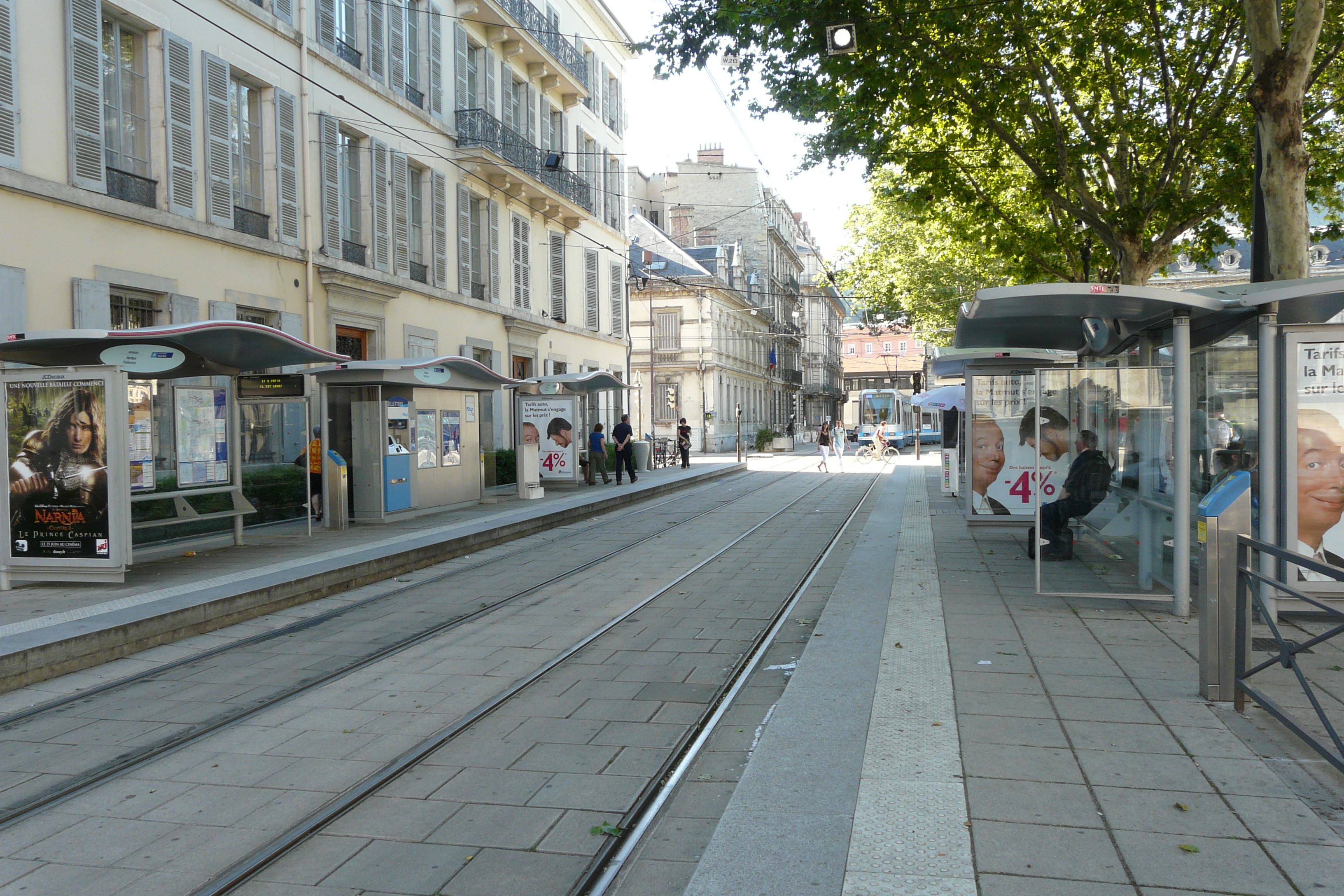
Station de tramway "Verdun-Préfecture"

La place est directement desservie par la ligne A du réseau de tramway de l'agglomération grenobloise avec une station située au sud-ouest de la place : Verdun - Préfecture. Le lieu est également desservi par de nombreuses lignes d'autobus (lignes Proximo 12, 13, 14), ainsi que par la ligne Transisère 6020 (arrêt Verdun-Préfecture).

## Description
Cette place, entourée de bâtiments monumentaux datant, pour la plupart, de la fin du XIXe siècle, forme un carré de 150 mètres de côté, abrite un square avec un bassin muni d'un jet d'eau en son centre. Le lieu abrite également un parking en sous-sol dont l'entrée se situe sur le côté nord. La ligne de tramway longe cette place entre la rue général Marchand (au nord) et la rue Fantin-Latour au sud.

## Origine du nom
La place de Verdun est dénommée sous ce nom en 1918, en souvenir de la bataille de Verdun qui s'est déroulée du 21 février 1916 au 18 décembre 1916 dans la région de Verdun en Lorraine, durant la Première Guerre mondiale.

## Historique

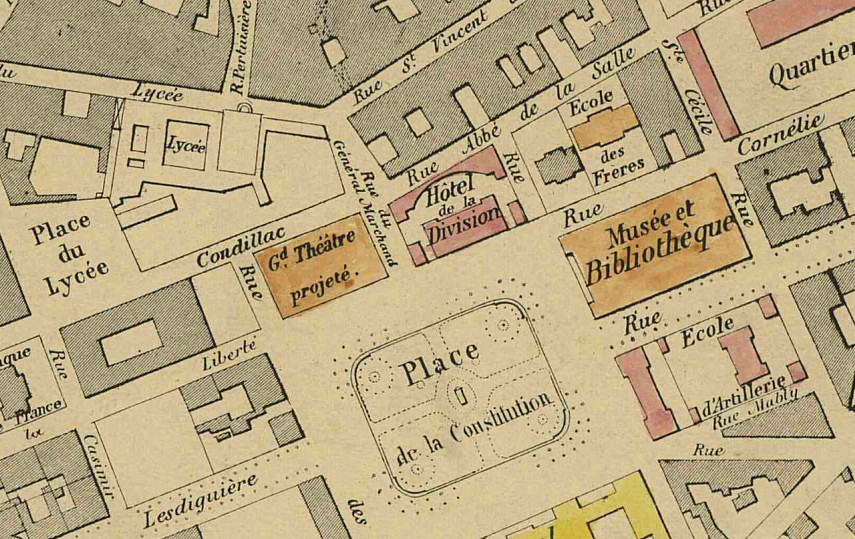
Place de la Constitution sur le plan de Grenoble de 1869

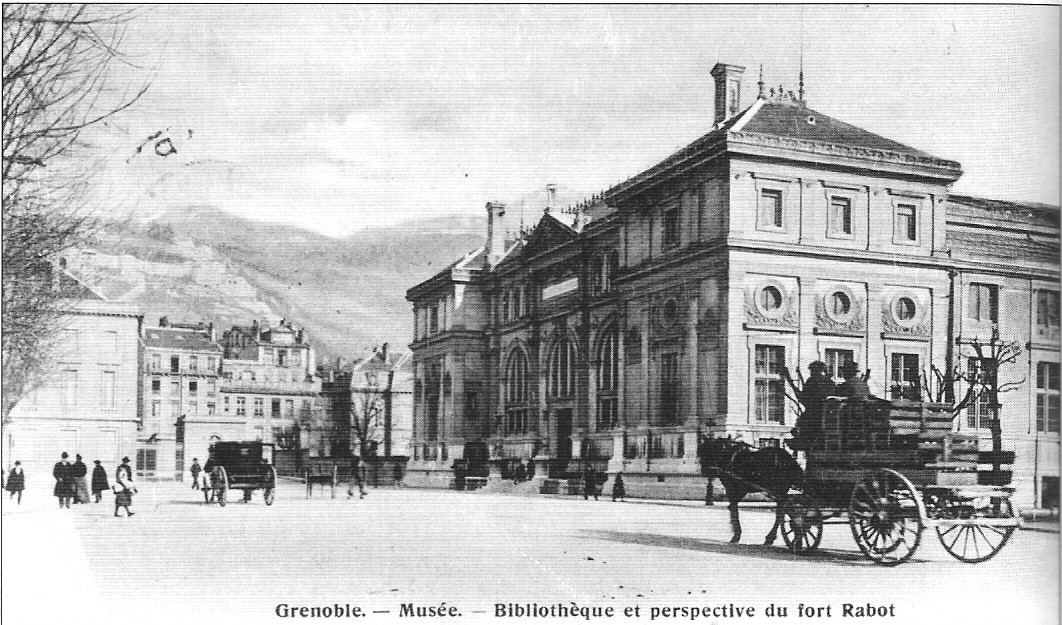
Place de la Constitution et le musée-bibliothèque en 1895

À l'origine, la place de Verdun se dénommait la « place d'Armes » car elle accueillait les principales parades militaires de la ville. Elle a été conçue dans les années 1840 à l’emplacement d’un ancien bastion des fortifications de Lesdiguières. La préfecture sera achevée en 1867. Dès le début de la Troisième République (en 1870) elle change de nom pour devenir « place de la Constitution ». En 1885, un banquier fait bâtir un hôtel particulier qui deviendra l’actuel tribunal administratif. 
La statue de Napoléon Ier sur son cheval, réalisée par Emmanuel Frémiet, est inaugurée sur la place en 1868 puis démontée en 1870, sous la Troisième République avant d'être réinstallée près du lac de Laffrey (site de la prairie de Laffrey). Pour la remplacer la statue dénommée Le Torrent d’Urbain Basset était installée. Celle-ci sera, à son tour, déplacée au jardin de Ville. C’est un bassin qui sera installé à cet emplacement.

## Bâtiments remarquables et lieux de mémoire
Voici, ci-dessous la liste des bâtiments de la place, la plupart à vocation publique par ordre de numéros :
- No 1 : le bâtiment de l'IUT2 de Grenoble, site Grenoble-Verdun (département gestion des entreprises et des administrations) appartient à l'université de Grenoble. Il occupe le bâtiment de l'ancienne faculté de droit des sciences et des lettres inauguré le 8 décembre 1879[5].
- No 2 : le tribunal administratif de Grenoble[6], installé depuis 1972 dans l'hôtel particulier érigé vers la fin du XIXe siècle par le banquier grenoblois Nicollet[7].
- No 5 : l'hôtel des troupes de montagne de Grenoble est réparti sur trois niveaux, a été conçu par l'architecte Jean-François Delarue. Ce bâtiment, qui héberge la 27e brigade d'infanterie de montagne, a remplacé l'ancien hôtel du gouverneur édifié durant l'ancien régime[8].
- No 7 : l'entrée du parking situé en sous-sol[9].
- No 9 : musée-bibliothèque de Grenoble : l'édifice, qui abrita la bibliothèque municipale jusqu'en 1970 et les collections du musée jusqu'en 1993, a été conçue par l'architecte Questel dans un style néo-Renaissance. Il fut inauguré en 1872 après plusieurs années de travaux interrompus par la guerre franco-allemande de 1870. La façade principale, sur la place de Verdun, est ornée de six sculptures protégées dans des niches et réalisées par le sculpteur grenoblois Henri Blanc-Fontaine. Celles-ci représentent du côté gauche les allégories de la Peinture, l'Architecture et la Sculpture et du côté droit, les allégories de la Poésie, de la Science et de l'Histoire[10].
- No 12 : l'hôtel de préfecture de l'Isère[11] occupe l'intégralité du côté sud de la place. Sa façade, donnant sur la place, présentent des bustes sculptés pour la plupart par Charles Aimé Irvoy en hommage à de nombreuses personnalités historiques dauphinoises.

Quelques photos des bâtiments remarquables de la place de Verdun
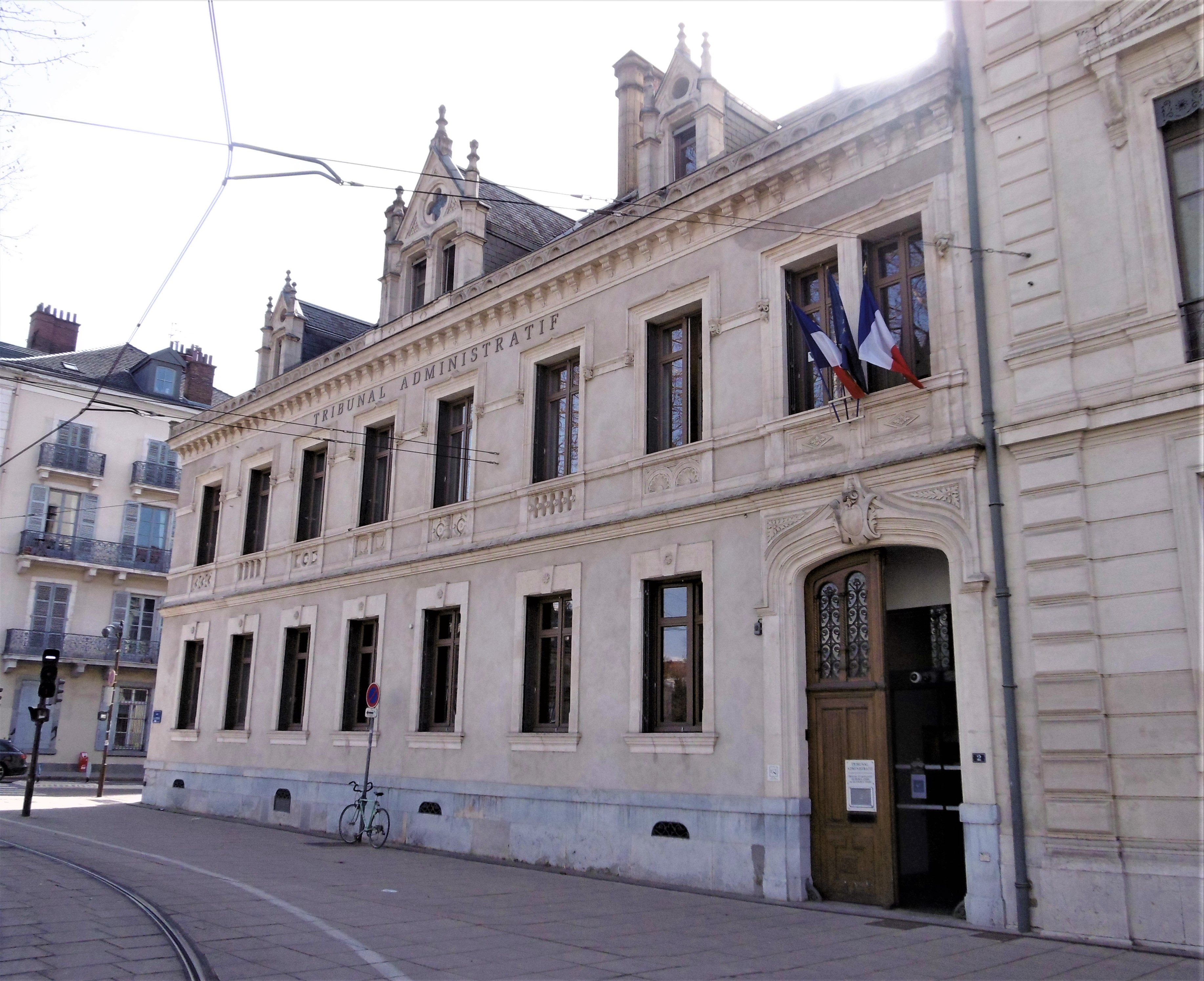
Tribunal administratif de Grenoble
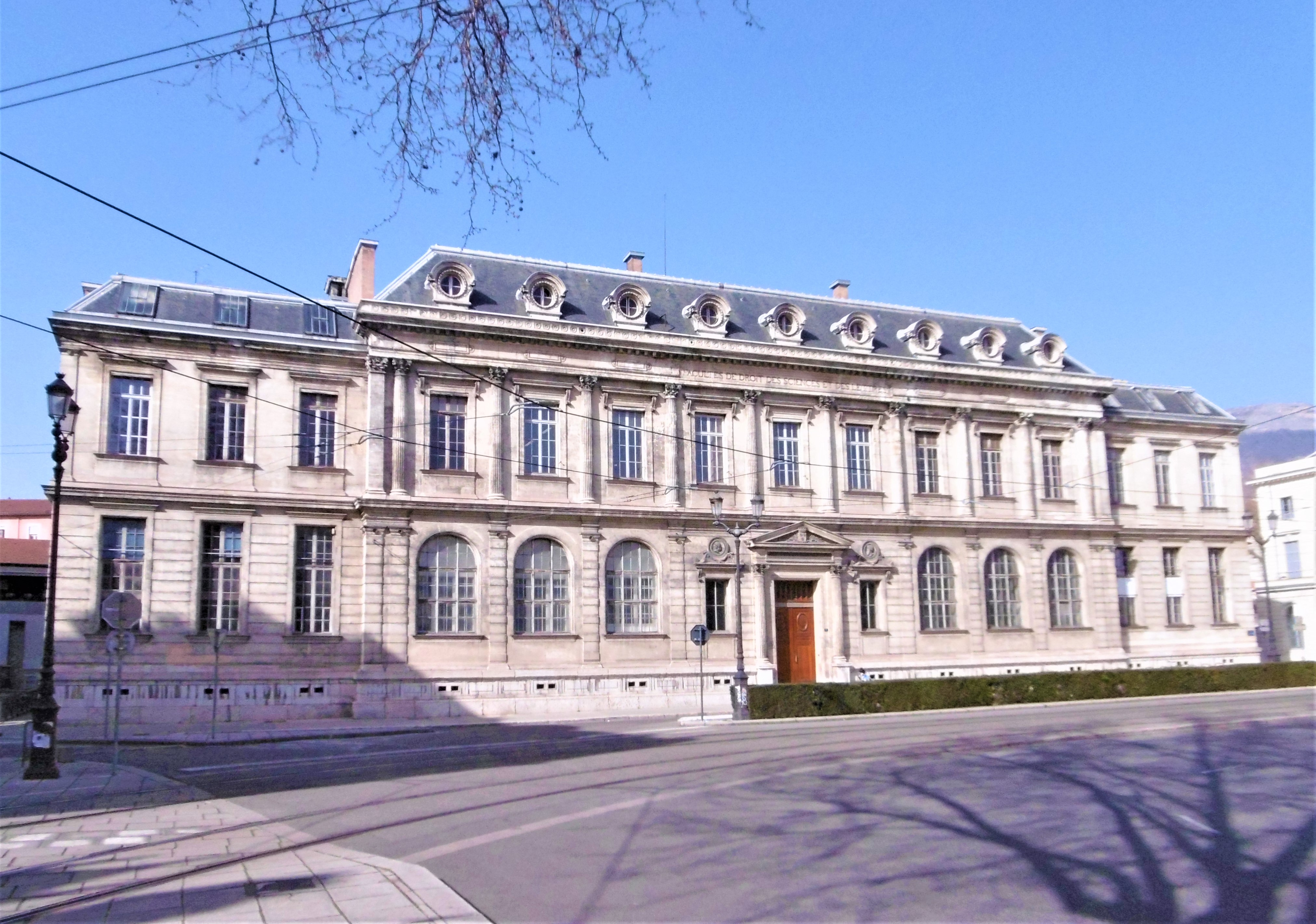
Bâtiment universitaire de l'IUT2
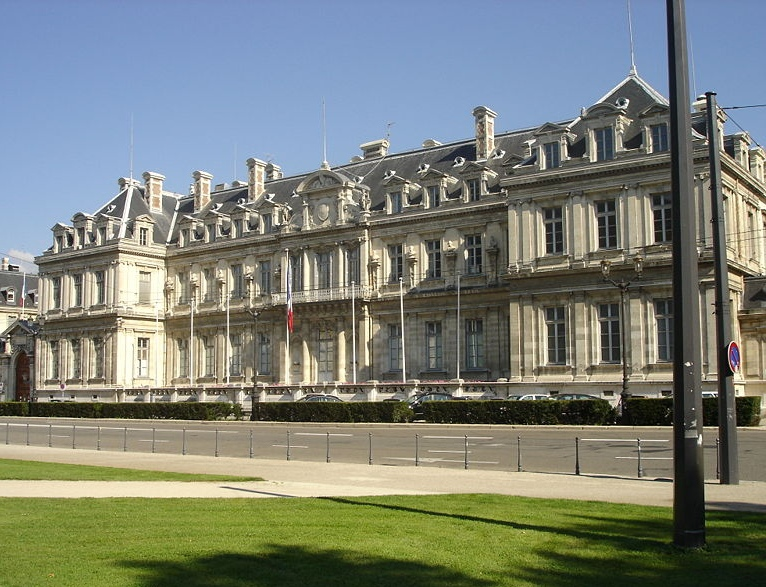
Hôtel de la préfecture de l'Isère
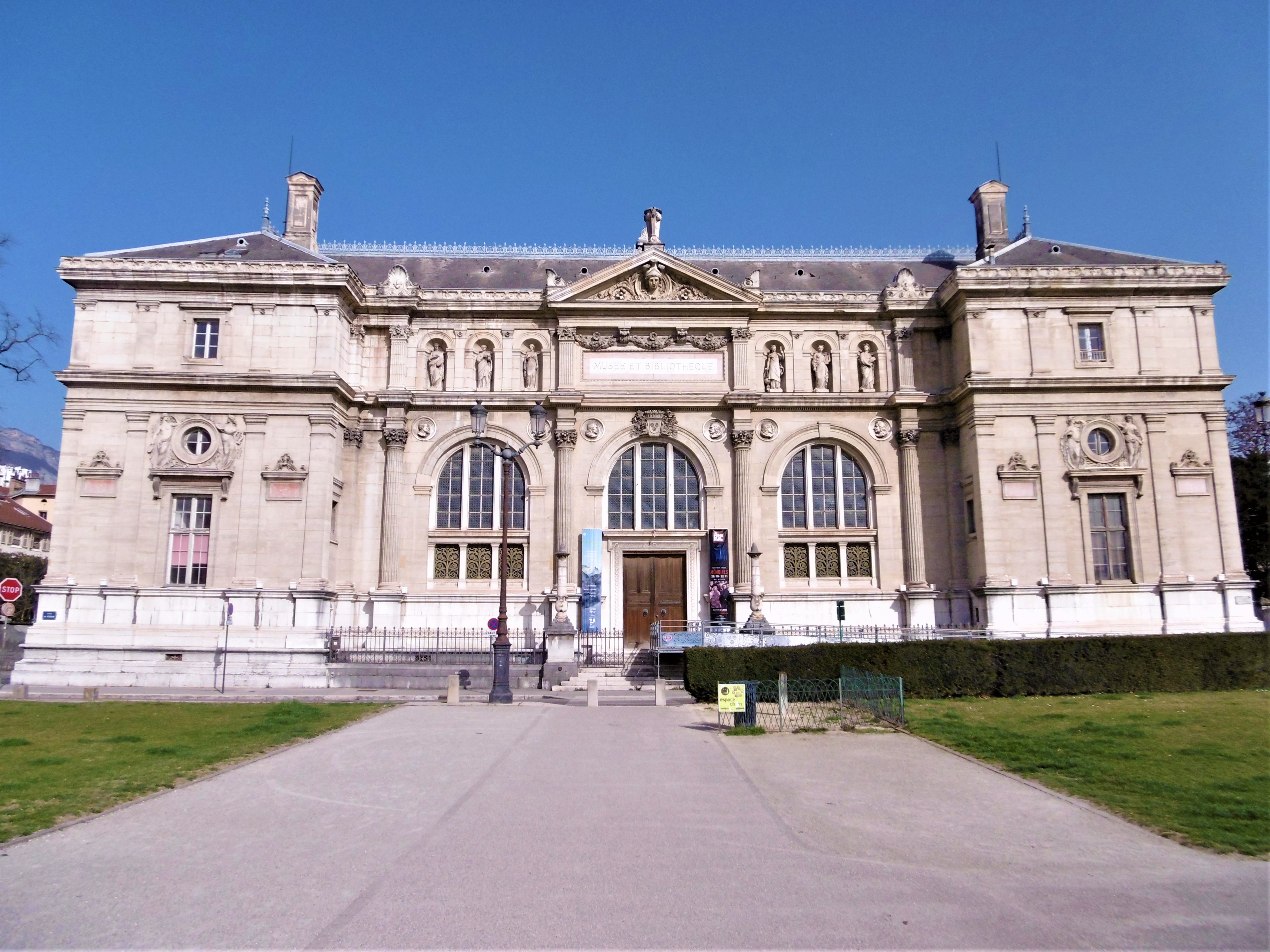
Ancien musée-bibliothèque
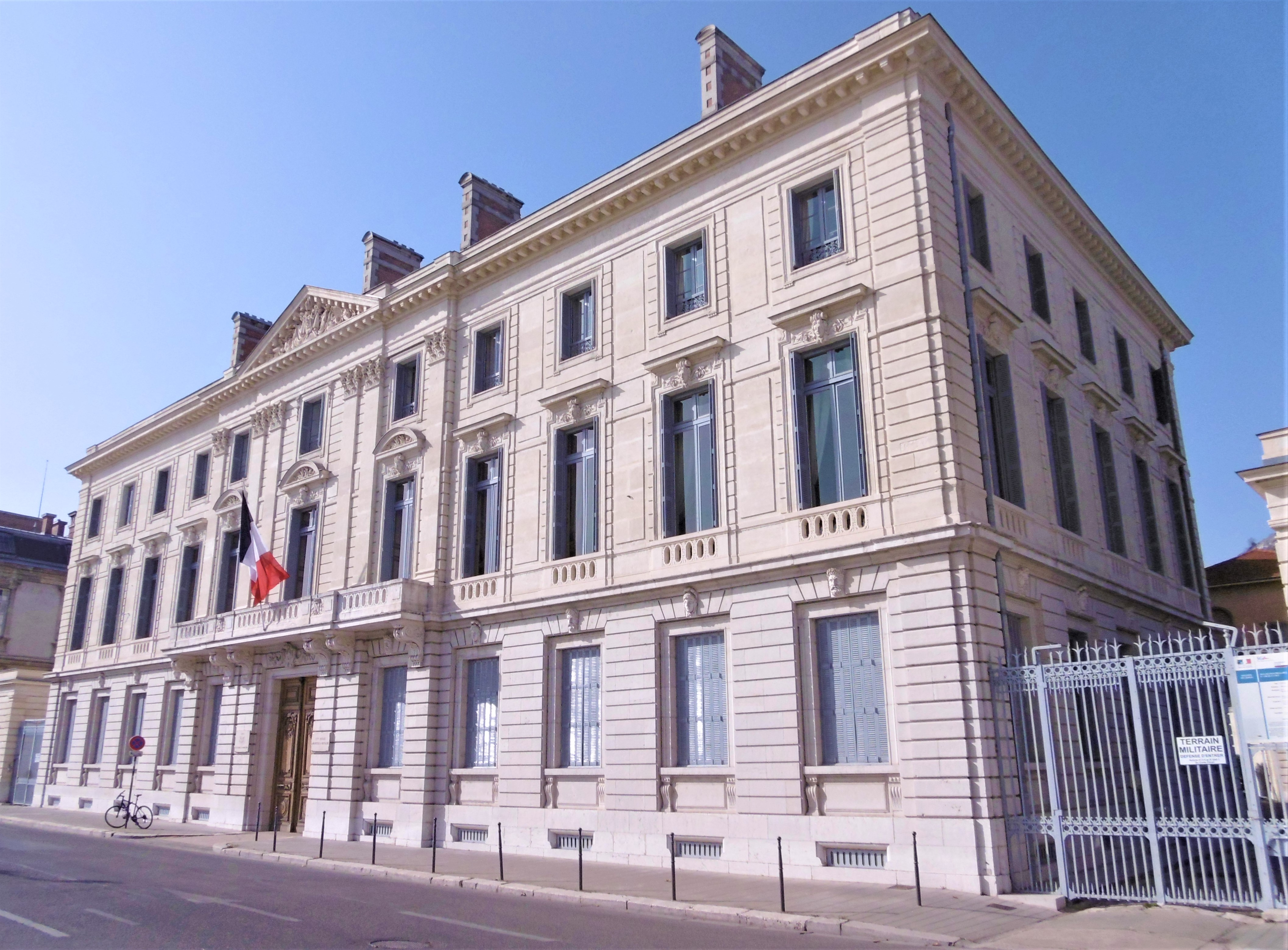
Hôtel des troupes de montagne
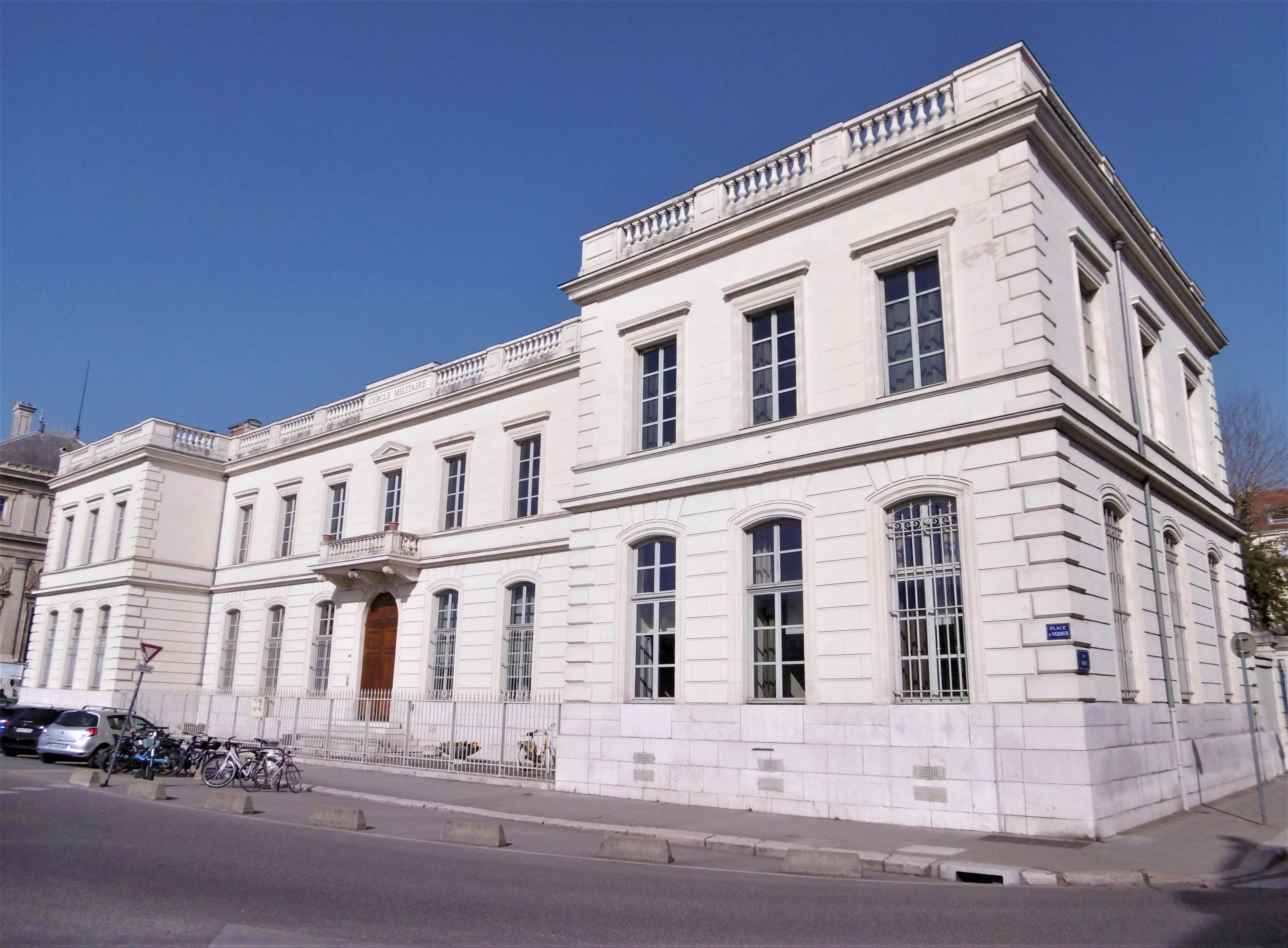
Bâtiment de l'ancien mess des officiers

## Dans les arts

### Au cinéma
En 2000, une scène du film Les Rivières pourpres, réalisé par Mathieu Kassovitz et sorti en 2000, a été tournée à l'intérieur de l'ancien musée-bibliothèque de la place de Verdun.